# Erich Kleinschuster
Erich Kleinschuster (* 23. Jänner 1930 in Graz; † 12. September 2018 ebenda) war einer der bedeutendsten österreichischen Jazzmusiker des Modern Jazz (Posaune), Komponist und Hochschullehrer.

## Leben und Wirken
Kleinschuster studierte zunächst Rechtswissenschaft und am Konservatorium Musik (Posaune und Klavier). Seine Karriere begann er als Posaunist im Kleinen Tanzorchester von Radio Graz und in der Fridl Althaller Combo. Nachdem er 1958 als Mitglied der International Youth Band am Newport Jazz Festival teilgenommen hatte, beschloss der promovierte Jurist, professioneller Musiker zu werden. In den 1960er Jahren spielte er im Orchester Johannes Fehring, in Friedrich Guldas Euro Jazz Orchester und in der Kenny Clarke/Francy Boland Big Band. 1966 gründete er sein Sextett (zunächst mit u. a. Art Farmer, Fritz Pauer, Jimmy Woode und Erich Bachträgl), nahm aber auch mit Joe Henderson (ORF / 1968–70), Carmell Jones, Clifford Jordan oder Jimmy Heath auf. Zwischen 1971 und 1981 war er der Produktionsleiter der ORF-Unterhaltungsmusik und leitete bis zu ihrer Auflösung 1982 die von ihm zusammen mit Johannes Fehring gegründete ORF-Big Band. Daneben spielte der „Literat der Posaune“ (so sein Freund André Heller über ihn) auch in Peter Herbolzheimers Rhythm Combination & Brass. 1972 gehörte er der George Gruntz Concert Jazz Band an. Ebenfalls 1972 sowie 1976 dirigierte er beim Grand Prix Eurovision de la Chanson das Orchester für die Milestones bzw. Waterloo & Robinson.
1969 gründete Kleinschuster das Jazzinstitut am Konservatorium Wien. Ab 1976 hatte er einen Lehrauftrag für Jazzposaune an der Hochschule für Musik und darstellende Kunst Graz inne, ab dem Wintersemester 1981 war er außerordentlicher Hochschulprofessor für Improvisation, ab 1983 für Posaune. 1985 folgte die Ernennung zum ordentlichen Hochschulprofessor. Als solcher emeritierte er am 30. September 1998. Zu seinen Schülern gehörten Wolfgang Muthspiel, Bertl Mütter und Andreas Mittermayer. Von 1998 an organisierte er den Jazz-Sommer Graz.
Zu den Werken Erich Kleinschusters zählen neben zahlreichen Rundfunk-, Fernseh- und LP/CD-Produktionen auch drei von ihm komponierte Jazzmessen (Oberwarter Messe 1970, St. Gerolder Messe 1972, Neuberger Messe 1989) sowie Symphony for a Lady, Intensity, Rush and Love, Maurische Anekdoten (1980) und A Farewell to Orwell (1984).
Erich Kleinschuster starb am 12. September 2018 im Alter von 88 Jahren.

## Auszeichnungen
- 2012: Österreichischer Kunstpreis für Musik[10]